# Manolo la nuit
Manolo la Nuit es una película española de comedia estrenada en 1973, dirigida por Mariano Ozores y protagonizada en los papeles principales por Alfredo Landa, María José Alfonso y Josele Román.
Por su papel en la película, María José Alfonso fue galardonada con el premio a la mejor actriz por el Sindicato Nacional del Espectáculo.

## Sinopsis
Manolo (Alfredo Landa) trabaja como guía turístico en la Costa del Sol, divirtiéndose y ligando con las extranjeras que veranean allí. Mientras tanto, Susana (María José Alfonso), su esposa, se encuentra en Madrid sola, desconsolada y harta de esta situación. Un día descubre sus flirteos con las turistas y cansada de las juergas de su marido, simulará estar embarazada. Al principio, Manolo está contento de ser padre, pero luego cae en la cuenta de que ese bebé no puede ser suyo, ya que desde Navidades no va a Madrid y no le salen las cuentas.

## Reparto
- Alfredo Landa como	Manolo Olmedillo.
- María José Alfonso como Susana.
- Josele Román (Joséle Román) como Martina, la hermana de Susana.
- Rafaela Aparicio como Remedios, la asistenta.
- Ricardo Merino como Don Antonio, el abogado.
- Nadiuska como Ingrid, la turista alemana.
- Alberto Fernández como Don Fermín, el jefe de la agencia de viajes.
- Ignacio de Paúl como Ginecólogo.
- Montserrat Julió
- Nino Bastida
- José Luis Manrique
- Antonio Ozores como Federico, sobrino de Remedios.
- Juanjo Menéndez como Faustino, amigo de Manolo.
- José Sacristán como Pelayo, el marido de Martina.
- Nemi Gadalla como Gretel.
- Carmen Platero como Paula.
- Sandra Mozarowsky como Enfermera.